# Campanula pelviformis
Campanula pelviformis är en klockväxtart som beskrevs av Jean-Baptiste de Lamarck. Campanula pelviformis ingår i släktet blåklockor, och familjen klockväxter. Inga underarter finns listade i Catalogue of Life.

## Bildgalleri

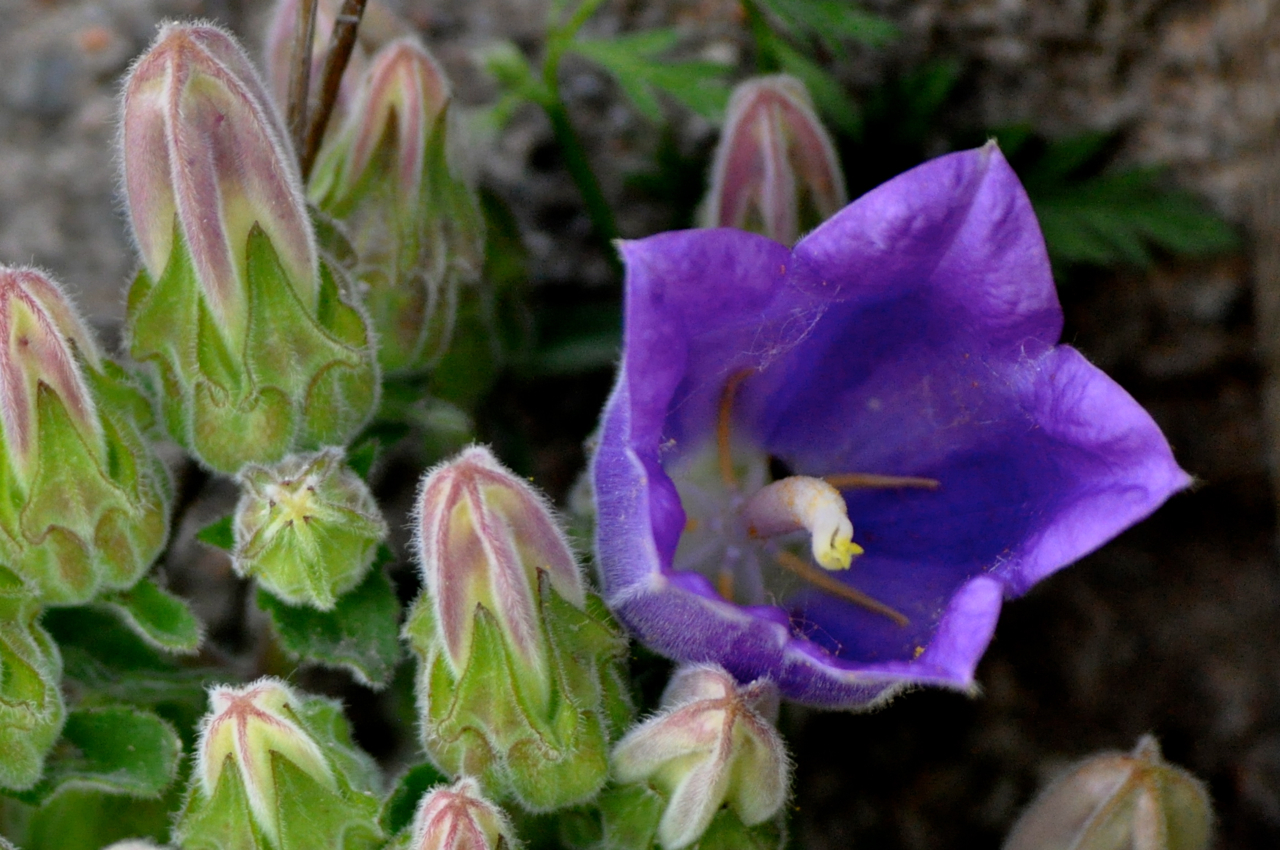